# وانگلیس موراس
وانگلیس موراس (یونانی: Βαγγέλης Μόρας؛ زادهٔ ۲۶ اوت ۱۹۸۱) یک بازیکن فوتبال اهل یونان است.
وی همچنین در تیم ملی فوتبال یونان بازی کرده‌است.